# Kołpin Stawek
Kołpin Stawek (ukr. Ковпин Ставок, Kowpyn Stawok) – wieś na Ukrainie, w obwodzie lwowskim, w rejonie złoczowskim, w hromadzie Brody.

## Historia
Dawniej część Ponikowicy i cegielnia w powiecie brodzkim.
W latach 1959-2020 miejscowość należała do rejonu brodzkiego. 